# 코리아나 화장박물관
코리아나 화장박물관(Coreana Cosmetic Museum)은 대한민국 서울특별시에 위치한 박물관이다. 코리아나 화장품의 창업자인 유상옥이 40년간 모아온 수집품을 기반으로 남녀의 화장도구를 비롯해 장신구 등의 생활문화 유물 300여 점을 전시하고 있으며, 스페이스 씨와 천안송파기술연구원 내 총 두 개 관으로 운영되고 있다.

## 같이 보기
- 한국의 화장품
- 대한민국의 박물관과 미술관 목록